# Якутський час
| USZ1 | Калінінградський час | MSK-1 (UTC+2)  | 20:28 |
| MSK  | Московський час      | MSK (UTC+3)    | 21:28 |
| SAMT | Самарський час       | MSK+1 (UTC+4)  | 22:28 |
| YEKT | Єкатеринбурзький час | MSK+2 (UTC+5)  | 23:28 |
| OMST | Омський час          | MSK+3 (UTC+7)  | 00:28 |
| KRAT | Красноярський час    | MSK+4 (UTC+7)  | 01:28 |
| IRKT | Іркутський час       | MSK+5 (UTC+8)  | 02:28 |
| YAKT | Якутський час        | MSK+6 (UTC+9)  | 03:28 |
| VLAT | Владивостоцький час  | MSK+7 (UTC+10) | 04:28 |
| MAGT | Магаданський час     | MSK+8 (UTC+11) | 05:28 |
| PETT | Камчатський час      | MSK+9 (UTC+12) | 06:28 |

Якутський час (рос. Якутское время, YAKT) — місцевий час на частині території РФ в часовому поясі, що відрізняється на +9 годин від UTC (UTC+9) і на +6 годин від Московського часу (MSK+6).
Це офіційний час в Амурській області, Забайкальському краї та у західній частині Якутії, включаючи Якутськ.
Основні міста:
- Благовещенськ
- Чита
- Якутськ